# Assassin's Creed II: Multiplayer
Assassin's Creed II: Multiplayer est un jeu vidéo d'action développé et édité par Ubisoft, sorti en 2010 sur iPhone. Il s'agit d'un jeu dérivé d'Assassin's Creed II.
Il a pour suite Assassin's Creed: Multiplayer Rearmed sorti le 21 octobre 2011.

## Accueil
- Pocket Gamer : 6/10[1]